# Cyperus malaccensis
Cyperus malaccensis là loài thực vật có hoa trong họ Cói. Loài này được Lam. mô tả khoa học đầu tiên năm 1791.

## Hình ảnh

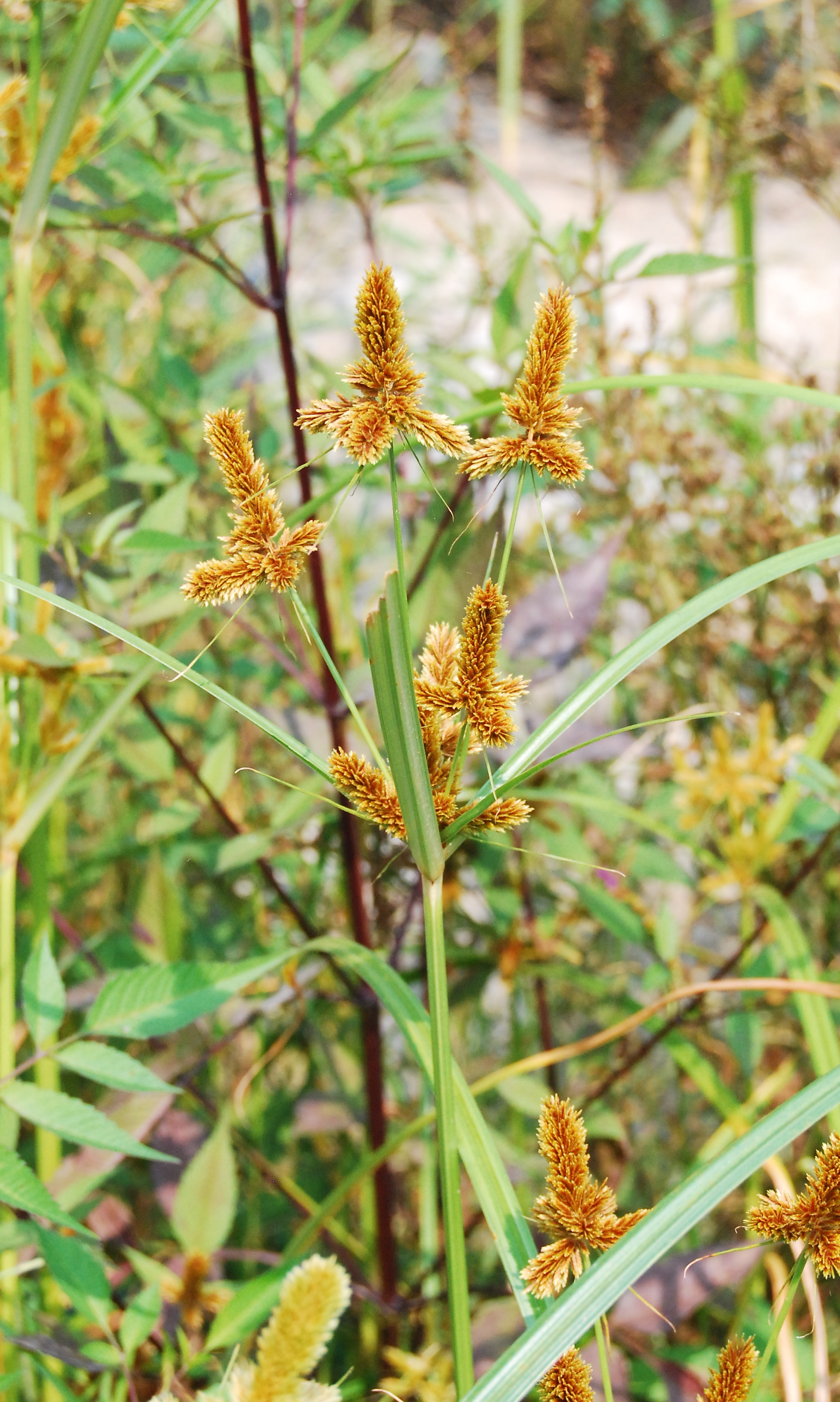
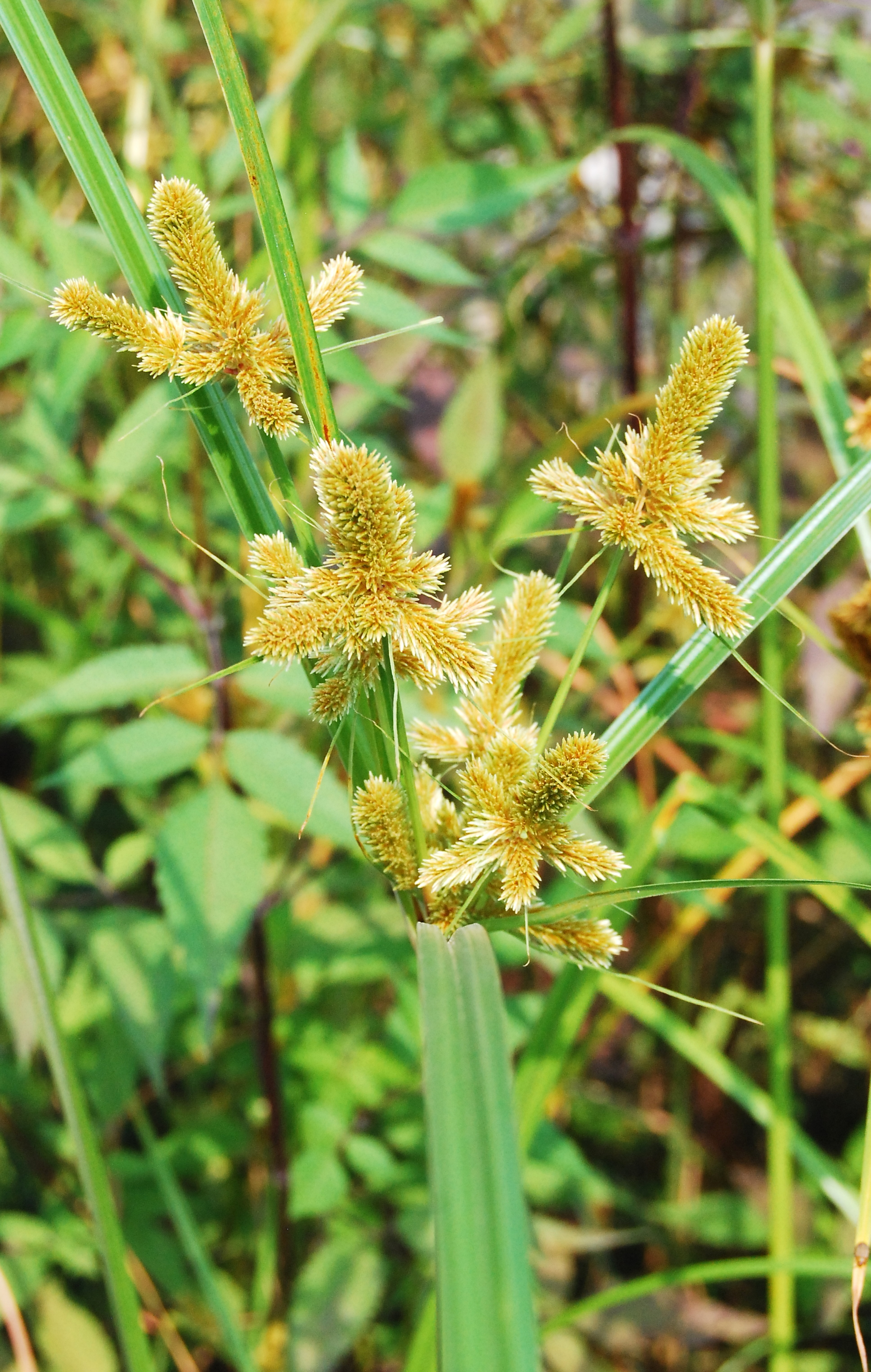